# Chou Chia-chi
Chou Chia-chi (chinesisch 周佳琦, * 21. August 1983) ist eine taiwanische Badmintonspielerin.

## Karriere
Chou Chia-chi wurde bei der Badminton-Weltmeisterschaft 2007 Fünfte im Damendoppel mit Ku Pei-ting. Ein Jahr zuvor waren sie noch zwei Runden zeitiger ausgeschieden. 2008 gewann Chou Chia-chi zwei Titel bei den New Zealand Open. Zum einen siegte sie dabei im Damendoppel mit Chien Yu-chin, zum anderen im Mixed mit Chen Hung-ling. Im Mixed mit Chen Hung-ling wurde sie auch Dritte bei der Korea Open Super Series 2008.

## Sportliche Erfolge
| Saison | Veranstaltung     | Disziplin   | Platz | Name                           |
| ------ | ----------------- | ----------- | ----- | ------------------------------ |
| 2007   | Weltmeisterschaft | Damendoppel | 5     | Ku Pei-ting / Chou Chia-chi    |
| 2008   | Korea Open        | Mixed       | 3     | Chen Hung-ling / Chou Chia-chi |
| 2008   | New Zealand Open  | Damendoppel | 1     | Chien Yu-chin / Chou Chia-chi  |
| 2008   | New Zealand Open  | Mixed       | 1     | Chen Hung-ling / Chou Chia-chi |
| 2009   | Weltmeisterschaft | Mixed       | 9     | Chen Hung-ling / Chou Chia-chi |
| 2010   | Malaysia Open     | Damendoppel | 5     | Yang Chia-chen / Chou Chia-chi |